# Bräumann
Bräumann ist Gemeindeteil von Eurasburg im oberbayerischen Landkreis Bad Tölz-Wolfratshausen. Die Einöde liegt circa zwei Kilometer südlich von Eurasburg.